# Großer Arber
De Große Arber is met een hoogte van 1456 meter de hoogste berg van het Beierse Woud en wordt ook wel de „König des Bayerischen Waldes" genoemd. Geografisch behoort de berg tot het Bohemer Woud. Het ligt in Beieren in Duitsland.

## Ligging
In het noorden richting Lam bij het Plenterwald, in het zuiden bij het Bodenmaisische Staatswald. Circa 7 km van Železná Ruda en Bayerisch Eisenstein.

## Geografie
De Große Arber heeft vier toppen: de Hauptgipfel met een kruis, de Bodenmaiser Riegel met de karakteristieke Richard-Wagner-Kopf en de kleine en grote Seeriegel.
Naast de Große Arber bestaat de berggroep ook uit de Kleine Arber met een hoogte van 1384 meter. De top bevindt zich bij de Große Arbersee en de Kleine Arbersee omgeven door een natuurgebied. Op de top bevinden zich twee gebouwen met radar. Deze militaire objecten werden in 1982 tijdens de Koude Oorlog opgericht om het vliegverkeer uit het Oostblok in de gaten te houden.

## Klimaat
De top heeft gemiddeld 160 vorstdagen en circa 150 dagen sneeuw. In juli is de temperatuur circa 11°C. Van de 1950 mm neerslag per jaar is circa 40% sneeuw.

## Arber-Bergbahn
De „Arber-Bergbahn" is het hele jaar geopend. Er zijn meerdere skipisten in het skigebied. Op 17 september 1949 werd de eerste stoeltjeslift naar de Arber geopend. Tegenwoordig zijn er een gondelbaan, 2 zespersoons stoeltjesliften en 2 sleepliften. Sinds 1973 vinden hier de Slalom- en reuzenslalomwedstrijden van de Europacup plaats en sinds 1976 van de wereldcup. In de zomer is het een wandelgebied.
|  |
|  |